# Dom towarowy

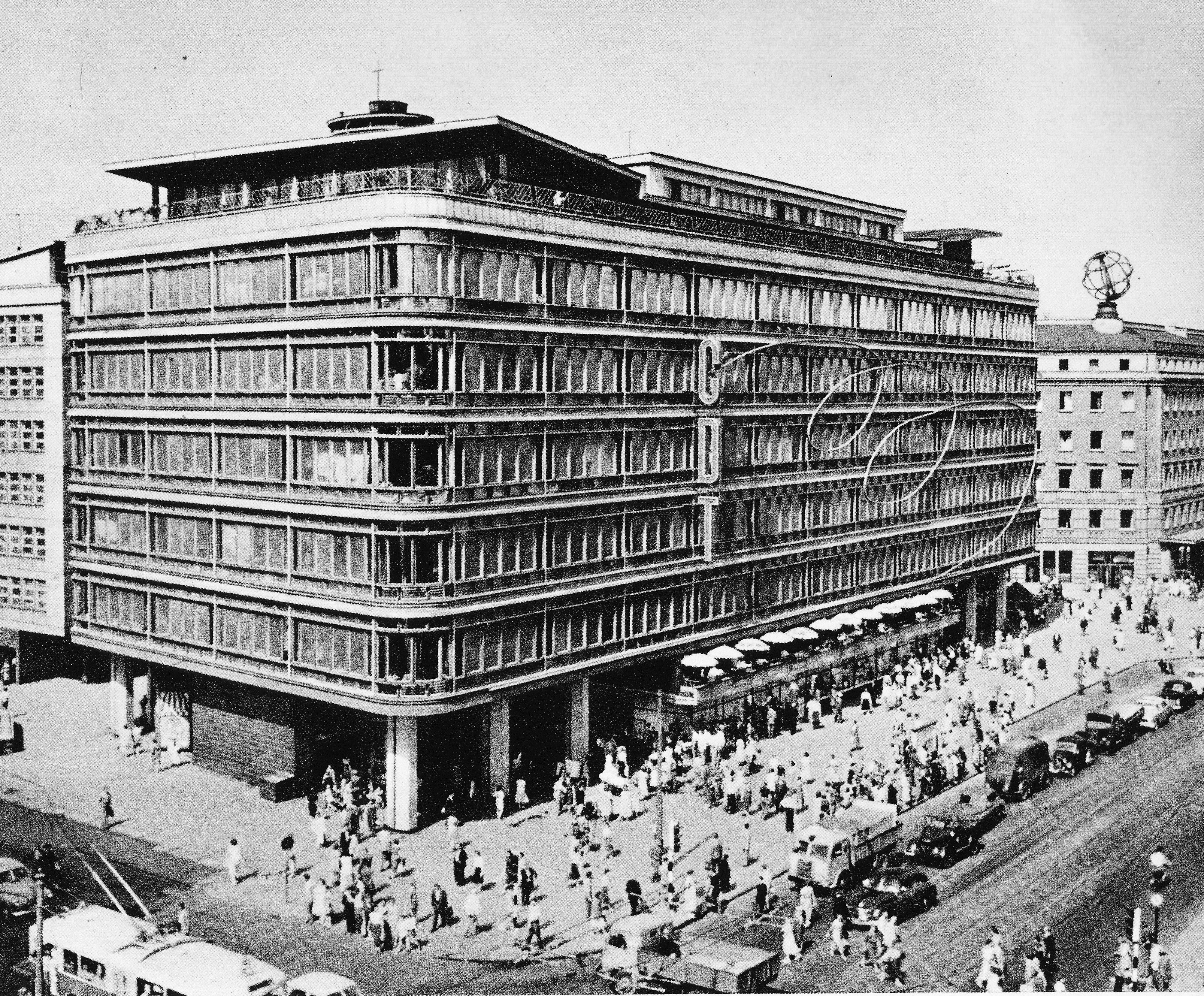
Centralny Dom Towarowy (CDT) w Warszawie (1966)

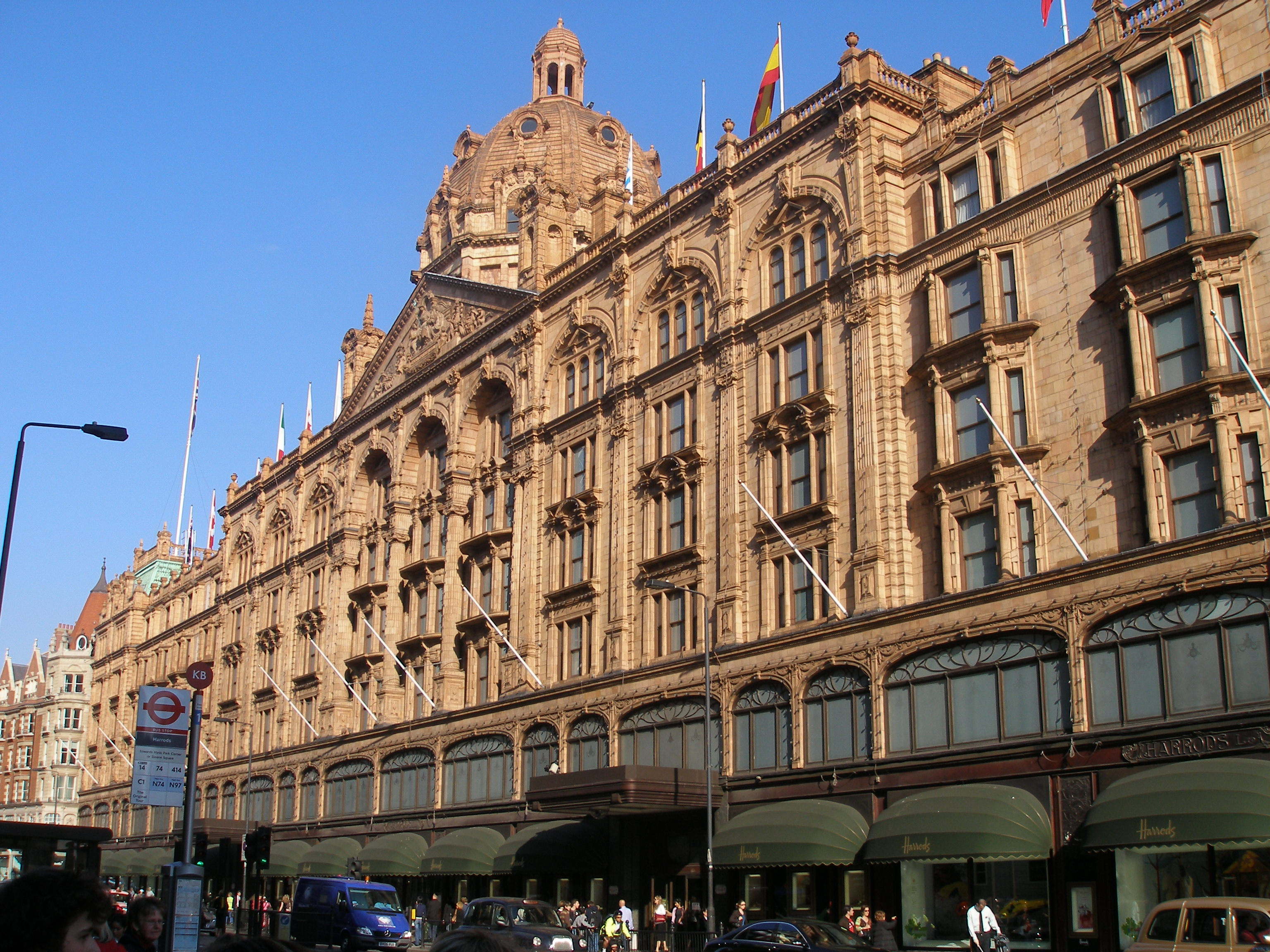
Dom towarowy „Harrods” w Londynie (2007)

Dom towarowy – duży sklep służący do wielobranżowego handlu detalicznego, mieszczący działy lub stoiska grupujące poszczególne typy towarów.
Wielokondygnacyjne domy towarowe zaczęły powstawać w środkowej Europie w ostatnich dziesięcioleciach XIX wieku, zajmując często całe kwartały miast i przyczyniając się do stworzenia wielkomiejskiego charakteru centrów. Najczęściej zorganizowane były wokół nakrytego świetlikiem dziedzińca. W czasach rozkwitu domów handlowych przed wojną, stawiano je najczęściej w następujących stylach: eklektyzm, modernizm i secesja. W domach towarowych najczęściej była jedna powierzchnia sprzedaży, bez wyraźnego podziału na sklepy, czy lokale.
Współczesne domy handlowe wyposażone są w schody ruchome lub windy, posiadają także podziemny lub ulokowany na dachu parking.
Pierwszym domem towarowym był paryski „Au Bon Marche”, wybudowany w latach 1869–1872.
W Europie do największych należą KaDeWe w Berlinie i Harrods w Londynie; największym w krajach nordyckich jest Stockmann w Helsinkach.
Domy towarowe są popularne także w Polsce, np. w Warszawie domy towarowe Wars, Sawa i Junior, czy też Smyk. Sieć tworzyły Powszechne Domy Towarowe, następnie Galeria Centrum.
W Polsce, w dobie Polskiej Rzeczypospolitej Ludowej, wzniesiono szereg wielkich modernistycznych domów towarowych, m.in. Centralny Dom Towarowy (CDT) w Warszawie (1951), Spółdzielczy Dom Handlowy „Zenit” w Katowicach (1962), Spółdzielczy Dom Handlowy „Central” w Łodzi (1972), Spółdzielczy Dom Handlowy „Skarbek” w Katowicach (1975).